# Solec (gmina w guberni warszawskiej)
Solec – dawna gmina wiejska istniejąca w XIX wieku w guberni warszawskiej. Siedzibą władz gminy był Solec.
W okresie Królestwa Polskiego gmina Solec należała do powiatu gostynińskiego w guberni warszawskiej.
Gminę zniesiono w połowie 1870 roku a jej obszar włączono do gminy Rataje.